# Clara Gonzaga
Clara Gonzaga (Mantua, 1 de julio de 1464-Auvernia, 2 de junio de 1503) fue una noble italiana de la Casa Gonzaga. Era hija de Federico I Gonzaga, marqués de Mantua. Por su matrimonio con el conde Gilberto de Montpensier, fue condesa de Montpensier, delfina de Auvernia, duquesa de Sessa, y virreina de Nápoles.
Uno de sus seis hijos fue el duque Carlos III de Borbón, quien dirigió el Ejército Imperial enviado por el emperador Carlos V contra el papa Clemente VII en lo que se convirtió en el Saco de Roma, y donde fue asesinado posteriormente.
Clara es uno de los personajes del Heptamerón, escrito por Margarita de Angulema, hermana del rey Francisco I de Francia.

## Familia
Clara nació en Mantua el 1 de julio de 1464, hija mayor de Federico I Gonzaga, marqués de Mantua, y de Margarita de Baviera (1 de enero de 1442-14 de octubre de 1479). Tenía cinco hermanos, incluyendo a Francisco II Gonzaga, marqués de Mantua, cuya esposa fue la célebre Isabel de Este.
Los abuelos paternos de Clara eran Luis III Gonzaga y Bárbara de Brandeburgo, y sus abuelos maternos eran Alberto III, duque de Baviera, y Ana de Brunswick-Grubenhagen-Einbeck.

## Matrimonio e hijos
El 24 de febrero de 1482, en Mantua, a la edad de diecisiete años, Clara se casó con Gilberto de Borbón-Montpensier, quien en 1486 sucedió a su padre, Luis I de Borbón, como conde de Montpensier y delfín de Auvernia. También fue virrey de Nápoles (1495), y duque de Sessa. El matrimonio había sido arreglado por el tío de Clara, Francisco Secco de Aragón, que acompañó a la pareja de recién casados desde Mantua a Milán en su largo viaje a su hogar en Francia. Para su boda, Andrea Mantegna, el pintor de la corte de los Gonzaga desde 1460, realizó en 1480 el San Sebastián, ahora en el Louvre, que fue donado a la iglesia de Aigueperse en Auvernia, fundada en 1475 por Luis I de Borbón.
Gilberto y Clara tuvieron seis hijos:
1. Luisa (1482-5 de julio de 1561), cuando sus tres hermanos varones murieron sin descendencia, se convirtió en la heredera del condado de Montpensier y el delfinado de Auvernia. Fue investida como duquesa de Montpensier en febrero de 1538. En 1499, se casó con su primer marido, Andrés III de Chauvigny, príncipe de Deols, vizconde de Brosse. El 21 de marzo de 1504, se casó en segundas nupcias con su primo, Luis de La Roche-sur-Yon, con quien tuvo tres hijos.
2. Luis (1483-14 de agosto de 1501), murió soltero.
3. Carlos, conde de Montpensier, delfín de Auvernia, condestable de Francia (17 de febrero de 1490-Roma, 6 de mayo de 1527), casado con Susana de Borbón, hija de Ana de Francia y Pedro II, duque de Borbón. Sus hijos con Susana murieron todos jóvenes.[6]
4. Francisco, duque de Châtellerault (1492-13 de septiembre de 1515 en la batalla de Marignano).
5. Renata, señora de Mercœur (1494-26 de mayo de 1539), se casó con el duque Antonio de Lorena, con quien tuvo seis hijos.
6. Ana (1495-1510).

## Viudez y muerte
El 15 de octubre de 1496, en Pozzuoli, Gilberto, el marido de Clara (que había sido virrey de Nápoles desde 1495), murió a causa de una fiebre, dejándola viuda a la edad de treinta y dos años.
En 1499, Clara actuó como mediadora en nombre de su hermano, Francisco, que trató de formar una alianza con el rey Luis XII de Francia con el fin de proteger Mantua, que por entonces estaba amenazada tanto por César Borgia como por el Dux de Venecia. Mantuvo correspondencia con su cuñada, Isabel de Este.
Clara murió el 2 de junio de 1503, cuando aún no había cumplido treinta y nueve años de edad. Fue enterrada en la capilla Saint-Louis, en la iglesia de Aigueperse, en Auvernia.
Sus muchos descendientes incluyen a Luisa Juliana de Orange-Nassau, el rey Luis XV de Francia, María Antonieta de Austria, Francisco José I de Austria, y la casa de Hannover, que reinó en Gran Bretaña desde 1714 hasta 1901, y de la que desciende la actual familia real británica.